# Вайомінг (округ Вопака, Вісконсин)
Вайомінг (англ. Wyoming) — місто (англ. town) в США, в окрузі Вопака штату Вісконсин. Населення — 318 осіб (2020).

## Демографія
Згідно з переписом 2010 року, у місті мешкало 329 осіб у 131 домогосподарстві у складі 94 родин. Було 214 помешкання
Расовий склад населення:
| - 98,2 % — білих - 0,9 % — азіатів - 0,3 % — корінних американців |

До двох чи більше рас належало 0,6 %. Частка іспаномовних становила 0,0 % від усіх жителів.
За віковим діапазоном населення розподілялося таким чином: 24,9 % — особи молодші 18 років, 60,8 % — особи у віці 18—64 років, 14,3 % — особи у віці 65 років та старші. Медіана віку мешканця становила 42,5 року. На 100 осіб жіночої статі у місті припадало 105,6 чоловіків;  на 100 жінок у віці від 18 років та старших — 114,8 чоловіків також старших 18 років.
Середній дохід на одне домашнє господарство  становив 81 113 долари США (медіана — 76 250), а середній дохід на одну сім'ю — 89 394 долари (медіана — 89 063). Медіана доходів становила 56 875 доларів для чоловіків та 31 750 доларів для жінок. За межею бідності перебувало 5,2 % осіб, у тому числі 7,4 % дітей у віці до 18 років та 5,1 % осіб у віці 65 років та старших.
Цивільне працевлаштоване населення становило 199 осіб. Основні галузі зайнятості: освіта, охорона здоров'я та соціальна допомога — 21,1 %, будівництво — 19,6 %, виробництво — 18,6 %.